# Editto di Beaulieu
L'editto di Beaulieu fu firmato a Beaulieu-lès-Loches da Enrico III di Francia e pose fine alla quinta guerra di religione, il 6 maggio 1576, a seguito dell'assedio ugonotto di Parigi che era appoggiato da suo fratello, il duca d'Alençon. 
È chiamata anche la pace di Monsieur, dal tradizionale titolo onorifico del fratello del re, che ne fu il principale beneficiario, malgrado il suo tradimento, ottenendo il titolo di duca d'Angiò.
Condé, Navarra e Turenne (con 3000 archibugieri) erano alleati con il duca di Alençon, fratello del re, e dei principi cattolici marescialli Montmorency e Cosse Brissac-Champigny e infine al conte palatino Giovanni Casimiro (con 20.000 mercenari che avevano saccheggiato la Borgogna).
Il governatore della Linguadoca Montmorency-Damville, cattolico ma alleato nella sua provincia con i protestanti , si teneva di riserva. Francesco, duca di Alençon, era il capo del partito degli insoddisfatti, che era appoggiato anche dalla nobiltà delusa dalla politica del governo. Essa voleva in particolare lottare contro le influenze che gravitavano intorno al Re Enrico III. La nobiltà francese infatti non digeriva la presenza degli italiani nella corte francese della Regina Madre Caterina de Medici.
Il re di Francia non aveva né truppe né denaro per pagare mercenari così inviò  la madre, Caterina de Medici, a negoziare la pace.
Giovanni Casimiro del Palatinato ricevette il Ducato di Étampes, Chateau-Thierry, e una cospicua rendita annua.

## Le misure adottate
Da un punto di vista religioso, l'editto è il più liberale tra tutti quelli che erano stati fino ad allora firmati:
- In primo luogo vennero riconosciute le vittime del massacro di San Bartolomeo
- Inoltre, i loro beni vennero restituiti alle famiglie che furono anche esentate da imposte per un periodo di sei anni
- L'editto diede ai protestanti la libertà di culto in molte regioni del regno di Francia (era comunque vietato a Parigi e alla corte)
- La decima era versata da tutti.